# Sẻ bụi lưng xanh
Saxicola jerdoni là một loài chim trong họ Muscicapidae.